# 高樹 (大字)
高樹，原稱為高樹下，是臺灣屏東縣高樹鄉的一個傳統地域名稱，也是全鄉行政中心所在地，位於該鄉中部略偏西北。相較於今日行政區，其範圍大致包括鹽樹村東端、田子村北部東側、長榮村西北大半部、東興村東南部、高樹村西北半部、建興村西北部邊界地帶、司馬村東南部的西半側。
本地區境內主要聚落為大車路、高樹下、南郡，設有高樹國小。

## 歷史
台灣日治初期，高樹地區為一街庄，稱為「高樹下庄」（舊制街庄），隸屬於港西上里。該庄昔日輪廓呈東北－西南走向的狹長錐形，其西北與東振新庄、舊藔庄為鄰，東南與阿秡泉庄為鄰，西南邊為田仔庄、埔羗崙庄。
1901年（日治明治三十四年）11月11日，全台廢縣廳改設二十廳，該庄隸屬於阿猴廳。1904年（明治三十七年）4月15日，該庄編入「東振新區」，隸屬於阿猴廳。1905年（明治三十八年）4月1日，阿猴廳改稱「阿緱廳」。1909年（明治四十二年）10月25日，全台合併二十廳為十二廳，東振新區仍隸屬於阿緱廳。1920年（大正九年）10月1日，全台地方制度大改正，廢十二廳改設五州二廳，該庄改制並簡化為「高樹」大字，隸屬於高雄州屏東郡高樹庄（新制街庄）。
戰後高樹庄改制為高樹鄉，隸屬於高雄縣，大字亦改制為村。1950年（民國39年）10月1日，高、屏分治，高樹鄉改隸屬於屏東縣。

## 聚落
本地區發展較早的聚落為大車路、高樹下、南郡、私埤（已消失），在日治初期的官方地圖上已有記載。

## 交通
省道台22線俗稱「旗楠公路」，是楠梓至高樹的幹道，其東側端點（終點）位於本地區中部、大車路聚落的省道台27線轉角路口。由此向西南經過本地區的南郡聚落後，可前往里港鄉、里港鄉/九如鄉交界地帶、高雄市旗山區/大樹區交界地帶、燕巢區南部、大社區西北端等地。
省道台27線是荖濃至烏龍的幹道，經過本地區的高樹下、大車路等聚落。由該道路北行可前往高雄市六龜區，並止於荖濃地區下荖濃聚落的省道台20線路口；南行可前往鹽埔鄉、九如鄉/長治鄉交界地帶、屏東市、萬丹鄉等地。
市道181號是月眉至高樹的道路，其南側端點（終點）位於本地區中部偏東南、大車路聚落南側的省道台27線路口。由此先向西南西經多次轉彎繞過大車路聚落中心後，可前往美濃區、杉林區西南部，並止於月眉地區的省道台29線轉彎路口。
鄉道屏2線是上大埔至高樹的道路，路線大致為西南有缺口的近環狀線，其南側端點（終點）位於本地區中部、高樹聚落的省道台27線路口。
鄉道屏4線是中大埔至青埔尾的道路，經過本地區北部的高樹下聚落。
鄉道屏5線是南郡至源泉的道路，其西北側端點（起點）位於本地區中南部略偏東、南郡聚落的省道台22線路口。
鄉道屏11線是舊寮至新南勢的道路，經過本地區東北半葉的東南側暨大車路聚落的東南側。

## 學校
- 高樹國小

## 公務機關
- 高樹鄉公所
- 屏東縣里港戶政事務所高樹辦公室
- 屏東縣政府警察局里港分局高樹分駐所
- 屏東縣政府消防局第一大隊高樹消防分隊